# Bouti Sayah
Bouti Sayah ou Bouti Sayeh (em árabe: بوطى السايح) é uma cidade e comuna localizada na província de M'Sila, Argélia. Segundo o censo de 2008, a população total da cidade era de 9 042 habitantes.